# Música de videojocs
La música de videojocs, des de principis del segle XXI, pot ser considerada com un gènere musical per dret propi per tractar-se en la seva major part de música programada, a diferència de la música gravada a estudis o interpretada en directe.

## Història

### Sistemes de 8 bits i música xip
En els anys 1970, quan els videojocs van començar a florir com a forma d'entreteniment, la música s'emmagatzemava en memòries físiques com ara els cassets i els discs de vinil analògicament. Aquests components eren cars i propensos a avaries sota un ús constant, fent-los poc adequats per al seu ús en les màquines recreatives (si bé van ser usats en algun cas, com en el joc Journey de Midway Games). Un mètode més econòmic de tenir música en un videojoc era fent servir mitjans digitals, amb un microprocessador específic per a generar ones analògiques que convertien codis digitals en impulsos elèctrics enviats a un altaveu. D'aquesta mateixa manera es generaven els efectes sonors.
Encara que això va permetre la inclusió de música als jocs de recreatius en els anys 1970, aquesta música solia ser monofònica, cíclica o usada només entre fases o a l'inici de la partida, com al Pac-Man o Pole Position. Això es devia a múltiples limitacions. La decisió d'incloure música en un videojoc implicava que havia de ser transcrita a un codi per un programador, tingués o no experiència musical. Alguna música era original i d'altra era de domini públic, com les cançons populars. Els sistemes solien tenir una capacitat sonora molt limitada (l'Atari 2600, per exemple, era capaç de generar només dos tons o «notes» simultàniament), amb algunes excepcions com les màquines recreatives desenvolupades per Exidy, que comptaven amb el so mostreig.

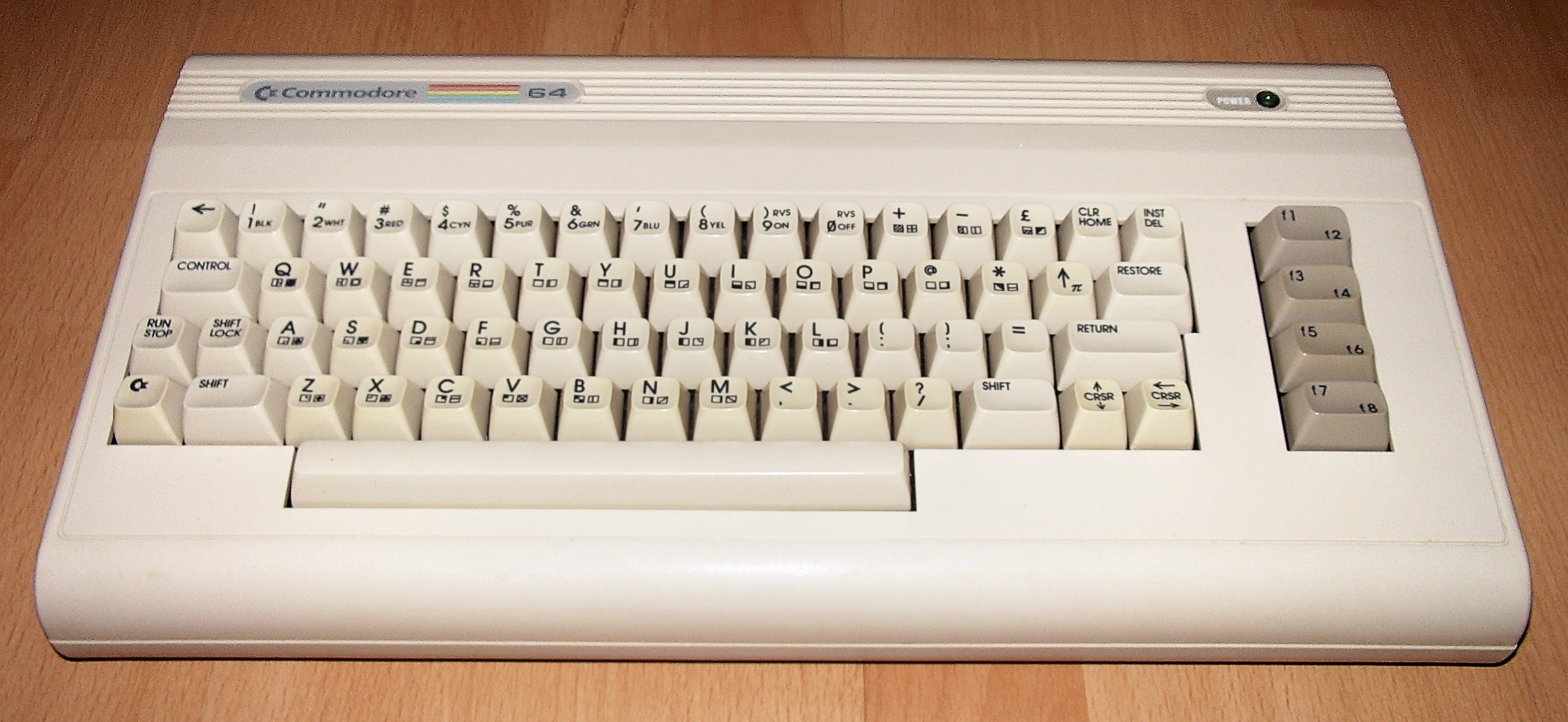
Commodore 64.

Aquesta aproximació a la música en els videojocs va seguir encara els anys 1980. A mesura que els microprocessadors milloraven i el seu cost disminuïa, es van incorporar a una nova generació d'arcades i consoles domèstiques. Els primers sistemes basats en el Motorola 68000 i els xips FM de Yamaha com a generadors de so van permetre molts més tons o «canals» de so simultanis, de vegades 8 o més. Els sistemes domèstics també van tenir una millora semblant en les seves capacitats sonores, començant pel Colecovision el 1982, capaç de reproduir 4 canals simultanis. No obstant això, més notable va ser el llançament al Japó de la Famicom el 1983, coneguda més tard a Europa i Amèrica com a NES, amb capacitat d'un total de 5 canals, un d'ells per a so simple mostrejat per PCM. L'ordinador personal Commodore 64 va ser llançat el 1982 i incloïa el SID, un microprocessador capaç de produir primitius efectes de filtratge i diferents tipus de formes d'ona. El seu relativament baix preu, així com la seva capacitat d'usar un televisor comú com a monitor, ho van convertir en una alternativa popular a altres computadors domèstics.
L'aproximació al desenvolupament de la música per a videojocs en aquest període solia fer-se mitjançant un simple generador de tons o síntesi FM per a simular instruments per a les melodies i usant un «canal de soroll» per a simular sons de percussió. L'ús primitiu de mostres PCM en aquells dies es limitava a fragments de so (Monopoly) o com a alternativa als sons de percussió (Super Mario Bros 3). La música de les consoles domèstiques solia haver de compartir els canals disponibles amb altres efectes de so. Per exemple, si es disparava el làser de la nau espacial, calia aturar la música que es tocava en el canal per a reproduir en ell l'efecte sonor corresponent.
A la segona meitat de la dècada dels 80 es va viure el llançament d'una onada de jocs per aquestes plataformes amb música composta per gent amb més experiència musical que anteriorment. La qualitat de les composicions va millorar notablement, i encara avui queden restes de la popularitat de la música de videojocs d'aquesta època. Alguns compositors que es van fer coneguts per la seva música són Kōji Kondō (Super Mario Bros, The Legend of Zelda), Koichi Sugiyama (Dragon Quest), Rob Hubbard (Monty On the Run), Hirokazu Tanaka (Metroid, Kid Icarus), Martin Galway (Times of Lore), Hiroshi Miyauchi (Out Run), Nobuo Uematsu (Final Fantasy) i Yuzo Koshiro (Ys). Cap al final de la vida comercial de la NES, alguns cartutxos incloïen microprocessadors de generació de tons addicionals, ampliant així el nombre de canals. Això demostrava una major atenció cap al so i la música de videojocs en detriment del cost de fabricació del cartutx.

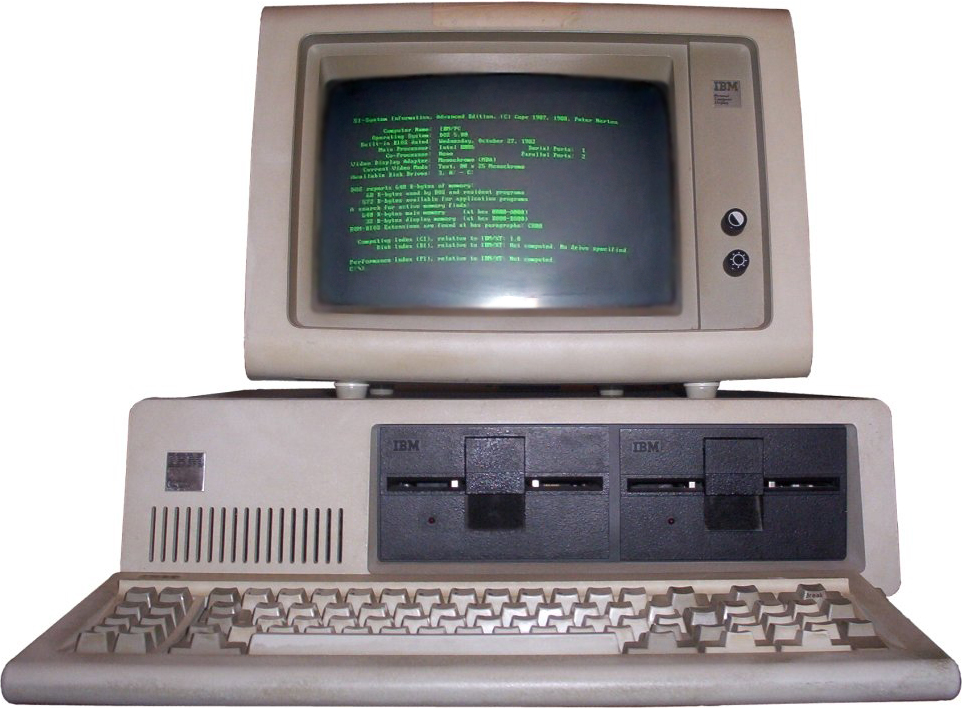
Els primers ordinadors mancaven de capacitats sonores reals (primer model de IBM, 1981).

En relació als ordinadors IBM PC compatibles, els més antics estaven limitats al PC speaker d'1 bit de l'estàndard original, que resultava clarament insuficient per a generar sons complexos (tret que es dediqués bona part de la capacitat de procés de la CPU, com van fer alguns jocs, notablement Links, 688 Attack Sub o Battle Chess). Van aparèixer targetes d'expansió, com el AdLib i CMF, que permetien realitzar síntesi FM i seqüenciació MIDI. També van aparèixer DACs connectables pel port paral·lel que permetien reproduir un canal de 8 bits a una freqüència acceptable. No obstant això, el PC típic mancava de la capacitat de procés específica per a la reproducció del so mostrat, així com els mitjans de sortida. Per això, els desenvolupadors de jocs van usar la seqüència MIDI per aconseguir la síntesi FM (Doom), usant wavetables amb mostres predeterminades, la qualitat de les quals variava enormement d'un fabricant de targetes a un altre, establint-se les targetes de Roland com a estàndard predominant.

### Síntesi i mostreig digital en els anys 1980 i 1990

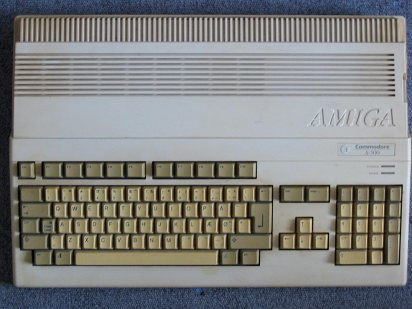
Commodore Amiga 500.

El primer ordinador personal que va fer ús del processament de senyals digitals en la forma del mostreig va ser el Commodore Amiga el 1985. El xip de so del computador presentava inicialment quatre convertidors digital-analògic de 8 bits. Enlloc de generar simplement una forma d'ona que sonés com una xiuletada més o menys simple, com fa la síntesi FM, això va permetre reproduir petites mostres gravades d'antuvi de so residents en memòria a través del xip de so. Així, el desenvolupador podia prendre una «mostra» de l'instrument real o del so que volgués amb una qualitat i fidelitat significativament més gran del que havia estat possible anteriorment o estaria disponible en ordinadors domèstics durant diversos anys més. Això va ser un desenvolupament primitiu del que posteriorment es va anomenar síntesi wavetable o soundfonts. Per ser el primer ordinador disponible i assequible amb aquestes característiques, l'Amiga romandria com una eina bàsica dels primers compositors de música seqüencial, especialment a Europa.
El principal rival de l'Amiga, l'Atari ST, utilitzava el generador de so programable (PSG) Yamaha YM2149, que era molt limitat, comparable al SID del Commodore 64. Per a escoltar so digitalitzat a l'Atari ST es requerien certs trucs de programació que consumien temps de procés, fent-lo inviable per als videojocs. En disposar de ports MIDI integrats, l'Atari ST va ser usat per molts músics professionals com un dispositiu MIDI programable.
Encara que el mostreig tenia el potencial de produir sons molt més realistes, cada mostra requeria molta més quantitat de memòria, sent encara tots els tipus d'aquestes, tant les d'estat sòlid (cartutxs) com les magnètiques (disquets), molt cares per KB. D'altra banda, la música generada a partir de sons seqüenciats no exigiria més que unes poques línies de codi relativament simple i requeria molta menys memòria.
Això va fer que l'enfocament híbrid anteriorment esmentat (mostreig i xip) a la composició musical en les consoles de tercera generació continués a la quarta (l'anomenada època dels 16 bits) amb la Sega Mega Drive el 1988. La Mega Drive comptava amb gràfics avançats respecte a la NES i la síntesi de so millorada, però mantenia en bona part el mateix acostament al disseny del sistema sonor. Disposava de deu canals de tons en total amb un per a mostres PCM en estèreo, enfront dels 6 canals en mono de la NES. Com anteriorment, aquest canal PCM s'usava sovint per a mostres de percussió o drum kits (Sonic the Hedgehog 3). Els 16 bits esmentats al·ludien a l'arquitectura de la CPU i no a les mostres sonores, que seguien sent de 8 bits. El sistema de so seguiria seguint considerat bastant limitat per a la majoria dels músics, obligant-los a un ús molt més imaginatiu del sintetitzador FM per a assolir una experiència sonora agradable.
A mesura que el cost de la memòria magnètica en forma de disquets queia, l'evolució de la música de videojocs en l'Amiga (i el seu desenvolupament en general) es va moure en certa forma cap al mostreig. Va costar alguns anys que els dissenyadors de videojocs per a l'Amiga aprenguessin a aprofitar completament els efectes sonors digitalitzats a la música (un cas pioner excepcional va ser la música del títol de l'aventura de conversa The Pawn el 1986). A més, en aquesta època la música de videojocs ja havia començat a adquirir la seva pròpia identitat, pel que molts compositors tractaven intencionadament d'escriure música que sonés com la que havien escoltat al Commodore 64, cosa que donaria origen al gènere chiptune.
El llançament d'un programa de lliure distribució anomenat Sound Tracker per Karsten Obarski el 1987, va iniciar l'era del format MOD, que facilitava que qualsevol produís música a partir de mostres digitalitzades. Els fitxers .MOD es generaven amb programes anomenats trackers, que van prendre el seu nom del Sound Tracker d'Obarski. Aquesta tradició .mod/tracker va continuar amb els ordinadors en els anys 90. Alguns bons exemples de videojocs per a l'Amiga que usaven mostres digitalitzades d'instruments són la banda sonora de David Whittaker pel Shadow of the Beast, la de Chris Hülsbeck pel Turrican 2 i les melodies de Matt Furniss pel Laser Squad. Richard Joseph també va compondre alguns temes amb veus i lletra per a jocs produïts per Sensible Software, sent els més famosos Cannon Fodder (1992) amb la cançó War Has Never Been So Much Fun i Sensible World of Soccer (1994) amb Goal Scoring Superstar Hero.
Seguint els passos de l'Amiga, aquest acostament al desenvolupament del so i la música va començar a aparèixer en certes revisions de plaques arcade especialitzades. El 1991, jocs com Street Fighter II a la CPS-1 feien ús intensiu de veus mostrades juntament amb efectes sonors i percussió. El sistema Neo-Geo MVS també va incorporar un potent desenvolupament sonor que de vegades incloïa so envolvent.

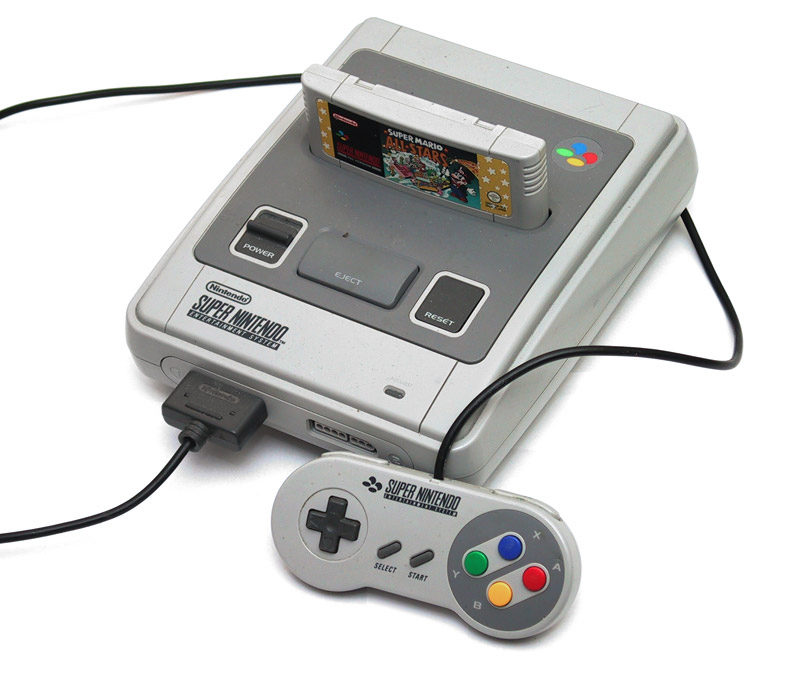
SNES.

Aquesta evolució també va arribar a les consoles de videojocs domèstiques, especialment amb el llançament de la SNES el 1991. Aquest sistema incorporava un microprocessador dedicat de Sony per a la generació de so i per a efectes DSP via maquinari. Disposava de 8 canals de so mostrejat amb una resolució de fins a 16 bits, comptava amb una impressionant selecció d'efectes DSP incloent un tipus de ADSR present normalment en aquella època només als sintetitzadors de gamma alta, i so totalment estèreo. Això va permetre l'experimentació de l'acústica aplicada als videojocs, bé com l'acústica musical (jocs primitius com Castlevania IV F-Zero, Final Fantasy IV, Gradius III i posteriors com Chrono Trigger), direccional (Star Fox) i espacial (el Dolby Pro-Logic va ser usat en alguns jocs, com King Arthur's World i Jurassic Park), així com de l'acústica ambiental i arquitectònica (Zelda III, Secret of Evermore). Molts jocs també feia un ús intensiu de la capacitat de reproduir mostres d'alta qualitat (Super Star Wars, Tals of Phantasia). L'única limitació real a aquesta potent configuració era l'encara costosa memòria d'estat sòlid.
Altres consoles d'aquesta generació comptaven amb capacitats semblants. La Neo-Geo tenia una potent capacitat de procés de so mostreig, però era diverses vegades més cara que la SNES. L'ampliació Sega Mega-CD per a la Mega Drive li va afegir múltiples canals PCM, però pocs títols van usar aquesta característica, limitant-se en el seu lloc a extreure i reproduir música del CD en format Red Book. Tampoc va assolir la difusió de la SNES.
La popularitat de la SNES i els seus jocs va ser limitada en els països en els quals l'estàndard de difusió televisiva dominant era el NTSC. En part a causa de la diferència en la taxa de refresc dels equips PAL, molts títols publicats no eren retocats per a funcionar adequadament i s'executaven molt més lentament del que originalment havien de ser, o simplement no es publicaven. Això va suposar una divergència en la música de videojocs popular entre els països PAL i NTSC que encara avui pot advertir-se. Aquesta divergència es va minoritzar quan les consoles de cinquena generació van ser llançades mundialment i quan el Commodore Amiga va començar a cedir el seu lloc als PCs compatibles i als Macs.
Encara que la Sega-CD, i en major grau la PC Engine al Japó, donarien als jugadors un avanç de l'adreça que la música de videojocs prendria quant al streaming (en el sentit de reproduir música presa directament del CD, sense procés addicional), l'ús de la música mostrejada i seqüenciada roman en les videoconsoles encara en l'actualitat. L'enorme augment de capacitat que van suposar els mitjans d'emmagatzematge òptic es van combinar amb el cada vegada més potent maquinari de generació de so i la major qualitat de les mostres en les consoles de cinquena generació. En 1994, la PlayStation comptava amb una unitat de CDROM i amb 24 canals de 16 bits a una freqüència de fins a 44,1 kHz, idèntica a la qualitat del CD àudio. També disposava d'alguns efectes DSP per maquinari com la reverberació. Molts títols de Squaresoft van seguir usant música seqüenciada, com Final Fantasy VII, Legend of Mana i Final Fantasy Tactics. La Sega Saturn, també amb unitat de CD, disposava de 32 canals PCM amb la mateixa resolució que la PlayStation. En 1996 la Nintendo 64, usant encara cartutxos d'estat sòlid, comptava en realitat amb un sistema de so integrat i escalable que era potencialment capaç de fins a 100 canals PCM a una freqüència de mostreig millorada de 48 kHz. Els jocs per a la Nintendo 64, a causa del cost de la memòria d'estat sòlid, no obstant això, solien tenir so de mostreig a menor qualitat que les altres dues consoles, i la música tendia a ser més simple.

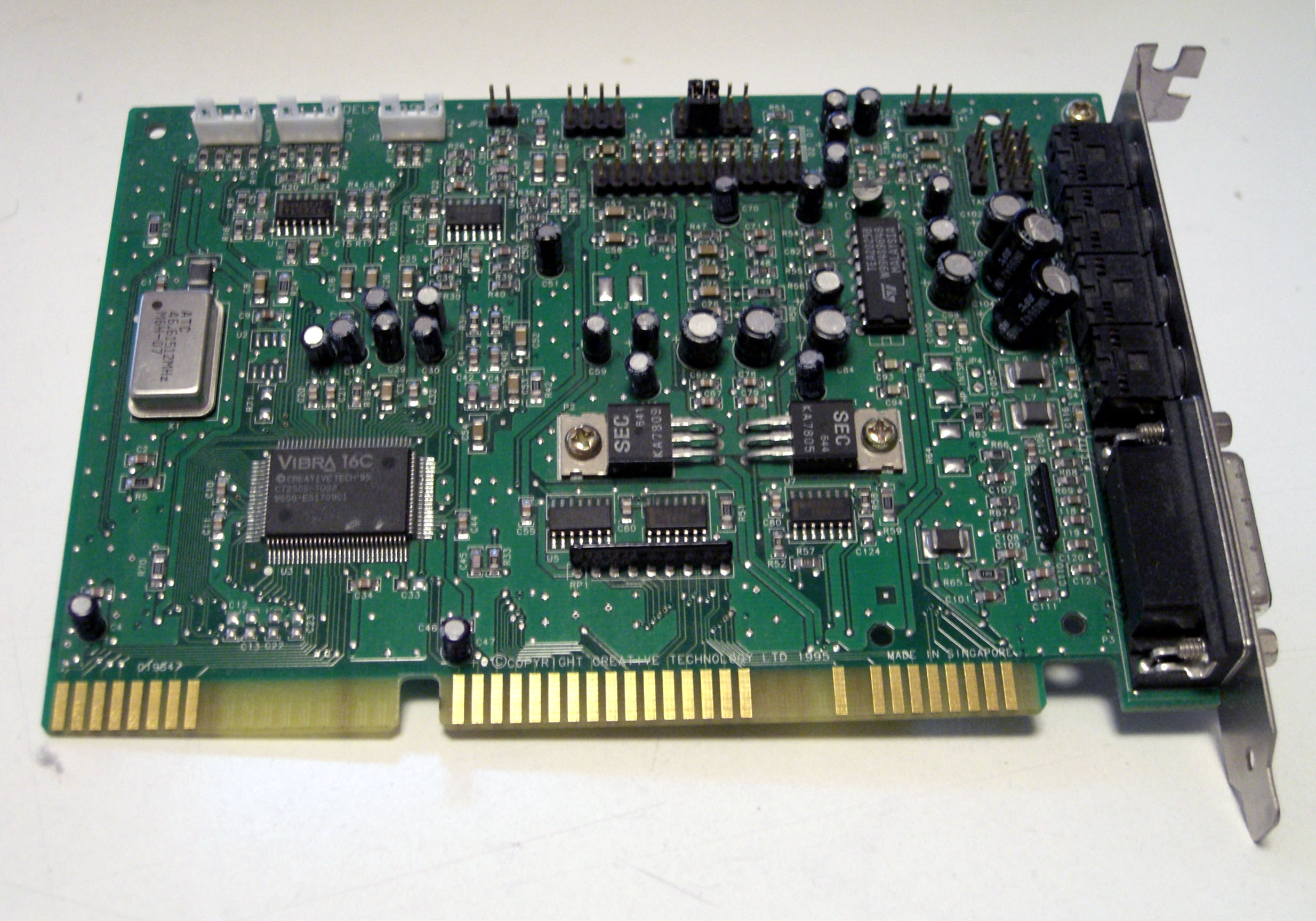
Sound Blaster 16.

En els IBM PC compatibles, el so mostreig va començar la seva introducció amb el llançament de la Sound Blaster de Creative en 1989, que va suposar una solució genèrica assequible per als usuaris de PC que volien disposar de característiques sonores avançades. La targeta incloïa un port per a maneta de jocs, suport MIDI compatible AdLib, un port estàndard per a targetes secundàries com la seva pròpia Wave Blaster o productes d'altres companyies, i permetia l'enregistrament i reproducció de so digital a 8 bits i 22,05 kHz (posteriorment 44,1 kHz) per a un únic canal estèreo. Tanmateix, això no va suposar l'adopció massiva del so mostreig en els jocs de PC a causa de la seva incapacitat per a reproduir més d'una mostra cada vegada. La música seqüencial continuaria sent la més comuna en els jocs de PC fins a mitjans dels anys 1990, quan el CDROM es va popularitzar.

### Música pregravada istreamingen l'era moderna
L'acostament predominant dels videojocs en format CD va anar, a pesar de la millora que havia experimentat el maquinari sonor, aprofitar la reproducció directa de so pregravat. Comptar amb música completament regravada tenia molts avantatges quant a qualitat sonora respecte a la seqüenciació: podien usar-se tants instruments com es volgués en la producció en estudi, gravant una sola pista que seria reproduïda durant el joc. La qualitat era l'únic factor limitador quant a l'esforç dedicat a l'enregistrament de la mateixa pista. Els costos d'emmagatzematge que prèviament havien preocupat molt van anar en bona part atallats amb l'arribada dels mitjans òptics, que es convertiria en el mitjà de distribució preferit per a videojocs. La qualitat del CD àudio van permetre músiques i veus realment indistinguibles de qualsevol altra font o gènere de música.
La reproducció de so pregrabado en els PCs i en les consoles domèstiques de quarta generació es limitava a reproduir una pista d'àudio gravada en un CD mentre es jugava (Sonic CD). Tanmateix, això tenia diversos desavantatges. La tecnologia òptica era molt limitada quant a velocitat de gir, i per això reproduir una pista d'àudio des del CD del joc implicava que el sistema no podia tornar a accedir a les dades sense detenir el so (pel que era necessari instal·lar el joc complet en el disc dur). El looping, la tècnica més comuna en la música de videojocs, també suposava un problema: quan el làser arribava al final de la pista, havia de tornar al principi per a començar de nou la lectura, provocant un silenci audible en la reproducció.
Per a solucionar aquestes limitacions, alguns desenvolupadors de jocs de PC van dissenyar els seus propis formats contenidors d'àudio comprimit, en alguns casos per a cada aplicació. Això reduïa la quantitat d'informació necessària per a emmagatzemar la música en el CD, permetent latències i temps de recerques molt menors quan es buscava i començava a reproduir el so, fent possible a més un looping molt més suau al poder utilitzar un buffer de dades. Un inconvenient era que l'ús d'àudio comprimit implicava que calia descomprimir-lo al reproduir-lo, el que augmentava la càrrega de la CPU del sistema. A mesura que la capacitat de procés es va incrementar aquesta càrrega va passar a ser mínima, i en alguns casos els microprocessadors dedicats del sistema (com els presents en algunes targetes de so) gestionen completament la descompresión.
Les consoles domèstiques de cinquena generació també van desenvolupar formats i contenidors especialitzats per a la reproducció d'àudio comprimit. Sony cridaria els seus Yellow Book i oferiria aquest estàndard a altres companyies. Els jocs aprofitarien aquesta capacitat, de vegades amb resultats molt ben valorats (Castlevania: Symphony of the Night). Els jocs portats des d'arcades, que seguien usant la síntesi FM, sovint van gaudir de música pregrabada de millor qualitat en les seves versions per a consola domèstica (Street Fighter Alpha 2). Encara que els sistemes eren capaços de reproduir so amb qualitat CD àudio, aquestes pistes de so comprimides no arribaven a aquesta qualitat. Moltes d'elles estava mostrejades a menor freqüència, però acceptables pel consumidor mitjà. Alguns jocs van seguir usant pistes CD àudio per a les seves bandes sonores (Wipeout), que fins i tot podien ser escoltades en reproductors de CD estàndard.
Aquesta llibertat general oferta als compositors va equiparar la música de videojocs amb la resta de gèneres populars. Un músic podia ja, sense necessitat d'aprendre a programar o conèixer l'arquitectura del sistema final, produir independentment la música al seu gust. Aquesta flexibilitat seria aprofitada per músics famosos que usarien el seu talent específicament per a videojocs. Un exemple pioner seria el joc Way of the Warrior per a 3DO Interactive Multiplayer, amb música de White Zombie. Un exemple més conegut seria la banda sonora de Trent Reznor per a Quake.
En enfocament alternatiu, usat per exemple en la versió arcade de Teenage Mutant Ninja Turtles, era prendre música prèviament existent no escrita expressament per al joc i usar-la, generalment amb arranjaments, en el joc. Per al joc Star Wars: X-Wing vs. TIE Fighter i els següents basats en Star Wars es va prendre música composta per John Williams per a les pel·lícules dels anys 1970 i 1980 i es va usar en les bandes sonores dels jocs.
En l'actualitat ambdós enfocaments (usar música original expressament escrita per al joc i usar música prèviament gravada i publicada) són comuns en el desenvolupament de bandes sonores per a jocs. És freqüent que els videojocs esportius incloguin alguns llançaments recents d'artistes populars (SSX, Tony Hawk, Initial D), així com qualsevol joc destinat a un ampli segment demogràfic (Need For Speed: Underground, Grand Theft Auto). De vegades s'usen ambdós enfocaments simultàniament (Dance Dance Revolution).
La música basada en seqüenciament de mostres continua usant-se en els videojocs moderns per a diverses aplicacions, principalment en els RPGs. Jocs com Republic: The Revolution (música composta per James Hannigan) i Command & Conquer: Generals (música composta per William Brown) han utilitzat sofisticats sistemes de control del flux de la música ambiental mitjançant la combinació de frases curtes basades en l'acció mostrada en pantalla i les eleccions més recents del jugador. Altres jocs barregen dinàmicament el so del joc a partir de les pistes proporcionades per l'entorn d'aquest. En un joc modern, com per exemple SSX, si el teu surf de neuer salta en l'aire després de prendre una rampa, la música se suavitzarà i fins i tot s'esmorteirà un poc, i el soroll del vent i de l'aire sonarà més alt per a emfatitzar la sensació d'estar volant. Quan aterris, la música reprendrà el seu volum normal fins al següent salt. La companyia LucasArts va ser pionera en aquesta tècnica de música interactiva amb el seu sistema iMUSE, usat en els primers jocs d'aventura i en els simuladors de vol de Star Wars Star Wars: X-Wing i Star Wars: TIE Fighter.

### Bandes sonores personalitzades en l'era moderna
Poder reproduir la música durant un joc solia suposar en el passat llevar el so del joc i usar un reproductor de música independent. Algunes excepcions primitives van ser possibles en els jocs d'ordinador, on el sistema operatiu permetia apagar la música del joc i tenir un programa de reproducció de so funcionant en segon pla.
Alguns jocs de PlayStation van suportar aquesta característica en permetre canviar el CD del joc per un CD de música, però quan el joc necessitava llegir dades, calia tornar a canviar el CD. Un dels primers, Ridge Racer, es carregava íntegrament en RAM, permetent al jugador inserir un CD de música com banda sonora durant tota la partida.

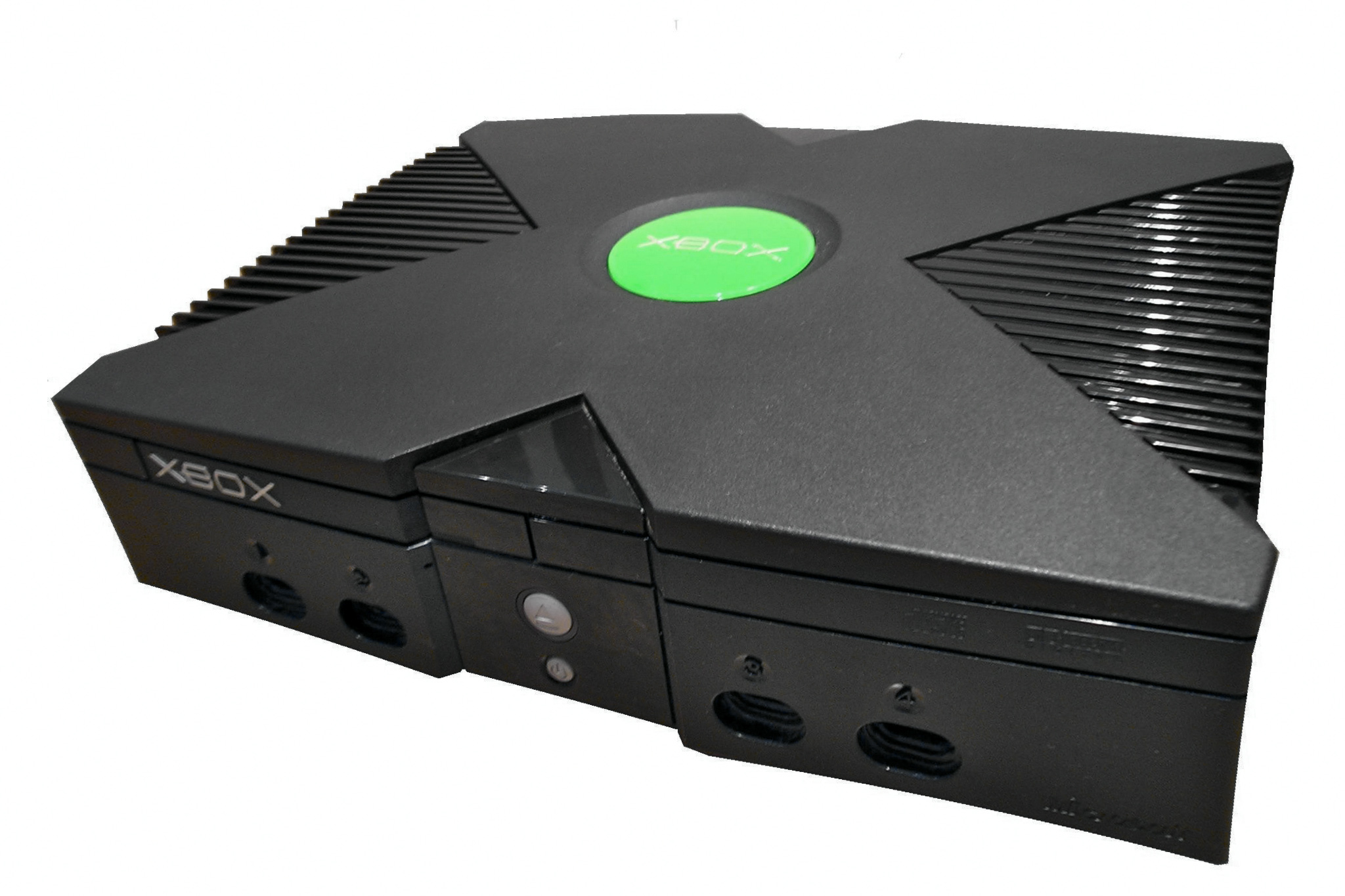
Xbox.

No va ser fins a l'arribada de les consoles de sisena generació, concretament la Xbox, quan l'habilitat de copiar música des d'un CD al seu disc dur intern va permetre als jugadors utilitzar la seva pròpia música més fàcilment durant les partides. Aquesta característica, anomenada Banda Sonora Personalitzada, havia de ser habilitada pel desenvolupador de cada joc. A més, ha estat conservada en la Xbox 360.

### Aplicacions actuals i desenvolupaments futurs
La Xbox 360 té suport per a Dolby Digital, gravant i reproduint mostres de 16 bits a 48 kHz, suportant descompressió per maquinari i fins a 256 canals simultanis. A pesar d'aquesta potència i flexibilitat, cap d'aquestes característiques ha suposat un canvi important en la manera en la qual la música de videojocs per a l'última generació de consoles domèstiques es produeix. Els PC compatibles segueixen confiant en dispositius de tercers per a la reproducció del so en els videojocs, sent encara de llarg Sound Blaster el principal fabricador de targetes d'expansió de so i continuant el desenvolupament dels seus productes a bon ritme.
La tecnologia futura, a part de la seva potència més gran, tampoc presenta cap canvi fonamentar en la creació de música per a videojocs. La PlayStation 3 suportarà diversos tipus de tecnologies de so evolupant, incloent-hi Dolby TrueHD i DTS-HD. La Nintendo Wii compartirà moltes característiques de so amb la consola de l'anterior generació, la Nintendo GameCube, incloent-hi el suport per a Dolby Pro Logic II. Aquestes característiques, no obstant això, no són noves sinó més aviat millores de les quals ja estan en ús.
El desenvolupador de videojocs té actualment moltes formes de desenvolupar música. Probablement, els canvis en el procés de creació de música per a videojocs tindrà poc a veure amb la tecnologia i més que veure amb altres factors del desenvolupament de videojocs com un negoci integral. A mesura que les vendes de la música per a videojocs se separa del mateix joc passant a ser comercialitzable (a Occident, ja que al Japó els CDs de música de videojocs es comercialitzen des de fa anys), els factors de negoci adquireixen un nivell d'influència molt més gran que anteriorment. Molts altres factors han augmentat la seva influència, com l'edició del contingut, les polítiques sobre certs nivells del desenvolupament i les decisions executives, entre d'altres.

## La música de videojocs com a gènere propi
Molts dels jocs llançats per a la NES i altres sistemes antics presentaven un estil semblant de música que podria ser descrit com el «gènere de videojocs» en termes de composició, en contraposició a simplement la «música de videojocs» que apareix en un videojoc o és reproduïda en una consola de videojocs. Algunes característiques de les composicions d'aquest gènere segueixen influint sobre certa música encara avui, encara que les bandes sonores de videojocs actuals tendeixen a emular les bandes sonores cinematogràfiques més que aquest gènere clàssic. Les característiques de les composicions d'aquest gènere poden haver-se desenvolupat gràcies a restriccions tècniques, a més de també per les influències de grups musicals tecnopop com Yellow Magic Orchestra, que eren bastant populars durant el període en el qual la música de videojocs va adquirir els seus trets distintius. Les característiques d'aquest gènere inclouen: 
- Les peces gairebé sempre tenen seccions principals o «seccions estrofa» consistents en progressions d'acords de quatre o més acords (semblant a bona part del J-Pop i del pop occidental dels anys 1980), enfront de les progressions de dos acords presents en la majoria de les cançons pop occidentals. El «tornada» de les cançons també contenen sovint quatre o més acords diferents en les seves progressions. En general, hi hauria més seccions en una cançó d'aquest gènere que en una cançó pop semblant, ja que això ajuda a reduir l'aspecte repetitiu de la música, en reproduir-se normalment com un bucle continu.

- Les peces presenten una forta sincronització entre instruments, de manera que seria difícil de tocar per a un humà. Per exemple, encara que els tons disponibles en la música de la NES poden assimilar-se a emular una banda rock tradicional de quatre instruments (usant l'ona triangular com un baix, dues ones quadrades com dues guitarres, i el canal de soroll blanc com la percussió) i a pesar que la música de videojocs va ser influenciada per la música pop i rock de l'època, els compositors s'allunyaven del seu camí en compondre seqüències de notes complexes i ràpides. Això s'ha comparat amb la composició musical durant el període barroc, en el qual es creia que els compositors compensaven la manca d'instruments com el clavicèmbal (que no permetia l'expressió musical basada en el volum del so) concentrant-se més en els embelliments musicals. Els compositors de música per a videojocs també estaven limitats en termes de polifonia, és a dir en la quantitat de notes que podien tocar-se simultàniament; per exemple, només tres notes simultànies podien tocar-se en la NES. Es dedicava una gran quantitat d'esforç a crear la il·lusió que es tocaven més notes. A la fi dels anys 1990 havien sorgit grups musicals que aprofitaven aquestes tècniques. Un d'ells és The Minibosses, que intentaven emular aquestes melodies tan fidelment com fos possible usant instruments reals. Un altre és The NESkimos, que van optar per explorar aquestes cançons artísticament i van crear altres noves a partir d'elles.

## La música de videojocs fora dels videojocs
L'estima per la música de videojocs, particularment per la música de les consoles de tercera i quarta generació, i de vegades també de les posteriors, segueix avui dia amb una forta representació de seguidors i compositors, fins i tot en absència dels videojocs. Les melodies i temes de fa 20 anys segueix sent reutilitzada en les noves generacions de videojocs. Temes del Metroid original de Hirozaku Tanaka poden escoltar-se encara en els nous jocs de la saga, arreglats per Kenji Yamamoto.
Les bandes sonores de videojocs es van començar a vendre en CD (separades del videojoc) al Japó molt abans que qualssevol altres països. Els discos interpretatius o remesclats i les actuacions en viu van anar també una variant comuna a les bandes sonores originals. Koichi Sugiyama va ser un personatge pioner en aquesta pràctica, i després del llançament del videojoc Dragon Quest en 1986, es va publicar un disc de les seves composicions gravat en viu i interpretat per l'Orquestra Filharmònica de Londres (i més tard per unes altres, com l'Orquestra Filharmònica de Tòquio i l'Orquestra Simfònica NHK). Yuzo Koshiro, un altre pioner, va publicar un enregistrament en directe de la banda sonora de Actraiser. Les composicions de Koshiro per a Ys, juntament amb les de Mieko Ishikawa i Hideya Nagata, tindrien un impacte tan profund que els CDs de música de Ys superen en nombre de llançament a tots els altres CDs de música de videojocs.
Com les dels animes, aquestes bandes sonores i fins i tot llibres de partitures solien ser comercialitzats exclusivament al Japó. Per això, els jugadors no japonesos interessats en elles havia d'importar-los a través de companyies específicament dedicades a això. Això ha estat en certa forma un problema menor en els últims temps a mesura que els editors locals d'anime i videojocs han publicat versions d'aquestes bandes sonores, si bé només dels títols més populars la majoria de les vegades.
Altres compositors originals dels temes més recordats d'aquesta època han seguit realitzant concerts simfònics en viu, interpretant els seus treballs per a videojocs. Koichi Sugiyama va ser altra vegada el primer a realitzar aquests concerts, començant en 1987 amb el seu Concert de Clàssics Familiars, que ha seguit realitzant gairebé anualment. En 1991 també va llançar una sèrie titulada Concerts Orquestales de Jocs, notable per incloure a altres dotats compositors de música per a videojocs com el Yoko Kanno (Nobunaga's Ambition, Romance of the 3 Kingdoms, Uncharted Waters), Nobuo Uematsu (Final Fantasy), Keiichi Suzuki (EarthBound) i Kentaro Haneda (Wizardry). Fins i tot va compondre en 1995 un ballet per a Dragon Quest.
La popularitat global de la música per a videojocs començaria a augmentar sobtadament arran de l'èxit de Squaresoft, particularment de Chrono Trigger, Final Fantasy VI i Final Fantasy VII. Les composicions de Nobuo Uematsu per a Final Fantasy IV van ser arreglades per a Final Fantasy IV: Celtic Moon, una actuació en directe de músics de corda amb una forta influència cèltica gravada a Irlanda. El Love Theme d'aquest mateix joc ha estat usat com peça educativa musical en les escoles japoneses.
El 20 d'agost de 2003, per primera vegada fora del Japó, música escrita per a videojocs de tot el món, des de Final Fantasy fins a The Legend of Zelda, va ser interpretada per una orquestra en directe, l'Orquestra Simfònica Nacional Txeca, en un Concert Simfònic de Música de Videojocs celebrat a Alemanya. Aquest esdeveniment es va celebrar com cerimònia oficial d'obertura de la fira més gran de mostres de videojocs d'Europa, la Games Convention, i es va repetir en 2004, 2005 i 2006.
El 17 de novembre de 2003, Square Enix va llançar el canal Final Fantasy Radio en America Online. Aquesta emissora de ràdio va incloure inicialment temes complets de Final Fantasy XI i Final Fantasy XI: Rise of Zilart, i fragments des de Final Fantasy VII a Final Fantasy X.
El primer concert oficial de música de Final Fantasy va ser interpretat en Estats Units per l'Orquestra Filharmònica de Los Angeles en el Walt Disney Concert Hall el 10 de maig de 2004. Totes les localitats per al concert van ser venudes en un sol dia, i l'espectacle va ser representat en diverses ciutats dels Estats Units.
El 6 de juliol de 2005, l'Orquestra Filharmònica de Los Angeles també va fer el concert Video Games Live, finançat per dos compositors de videojocs en el Hollywood Bowl. El concert va incloure una ampla varietat de música de videojocs, des de Pong a Halo 2. També va incloure vídeos en temps real sincronitzats amb la música, així com efectes especials de llum i làser.

## Compositors i músics destacats del gènere
- Richard Jacques

## Cronologia de la música de videojocs
- 1980: Sega llança Carnival, el primer videojoc amb música de fons contínua. Prèviament, alguns jocs van usar casets pregravats per a la música.
- 1983: Exidy llança Crossbow, el primer videojoc amb sons completament digitalitzats (sense música).
- 1984: La companyia discogràfica Ien llança el primer disc amb música de videojocs de la història, contenint temes de diversos videojocs de Namco, entre ells Pole Position, Xevious, Pac-Man i New Rally X.
- 1985: Sega llança la System 16, una placa de arcade incloent el potent microprocessador Yamaha YM2151 per a síntesi FM, amb un xip opcional de NEC Corporation per a so mostrejat. La plaques d'altres companyies (Namco, Capcom, Konami) seguirien aquest disseny utilitzant també alguna configuració amb el Yamaha YM2151
- 1986: Game Music Organization succeïx a Ien, sent la primera discogràfica important a publicar només música de videojocs.
- 1989: Game Music Organization trenca i Scitron li succeïx. Scitron pertanyia a Pony Canyon i no va mantenir el control sobre totes les companyies de Game Music Organization: Falcom, Konami i molts petits desenvolupadors van signar amb King Records, i Namco va usar a Victor cada vegada més. La indústria de la música de videojocs, concentrada fins llavors en Game Music Organization, va començar a espargir-se. DATAM, el segell de Polystar para música de videojocs, es funda en aquest moment. KOEI va crear la primera filial d'enregistrament de música de videojocs.
- 1990: Es llança la SNES, incloent-hi un sistema de so amb un DSP més avançat que la majoria dels de les altres consoles domèstiques i els arcades (música pregrabada a part).
- 1993: Es llança Mortal Kombat II, amb el sistema DCS, que proporcionava la música i efectes sonors de major qualitat del moment.
- 1997: Es llança per a PlayStation The Lost World: Jurassic Park, incloent-hi la primera banda sonora totalment orquestrada per a un videojoc. El primer joc de Sakura Wars va incloure algun so orquestrat abans, i el joc Heart of Darkness va ser desenvolupat abans però no es va publicar fins més tard.
- 2001: L'expert compositor de música cinematogràfica Harry Gregson-Williams és contractat per a compondre la banda sonora de Metal Gear Solid 2: Sons of Liberty.

## Cronologia de bandes sonores
A continuació una cronologia dividida en les diferents generacions on s'inclou bandes sonores que són importants en el gènere. La llista es basa en els llançaments japonesos, americans i europeus dels videojocs.
8 bits (1983-1994)
- 1985 Super Mario Bros
- 1985 Ghosts 'n Goblins
- 1986 Dragon Quest
- 1986 The Legend of Zelda
- 1986 Metroid
- 1986 Castlevania
- 1987 Final Fantasy
- 1987 Megaman
- 1987 Dragon Quest II
- 1988 Super Mario Bros 3
- 1988 Dragon Quest III
- 1988 Megaman II
- 1988 Ghouls 'n Ghosts
- 1990 Final Fantasy III
- 1990 Castlevania III
- 1990 Dragon Quest IV
- 1990 Megaman III

16 bits (1988-1997)
- 1989 Super Mario Land
- 1990 Super Mario World
- 1991 Super Castlevania IV
- 1991 Final Fantasy IV
- 1991 Street Fighter II
- 1991 Super Ghouls 'n Ghosts
- 1991 The Legend of Zelda: A Link to the Past
- 1991 Sonic the Hedgehog
- 1992 Dragon Quest V
- 1992 Final Fantasy V
- 1992 Sonic the Hedgehog 2
- 1992 Super Mario Land 2
- 1992 Super Mario Kart
- 1993 Seyken Detsesu 2
- 1993 Star Fox
- 1993 Megaman X
- 1993 The Legend of Zelda: Link's Awakening
- 1993 Dragon Ball Z Super Butoden 2
- 1994 Super Metroid
- 1994 Final Fantasy VI
- 1994 Illusion of Time
- 1994 Donkey Kong Country
- 1995 Donkey Kong Country 2: Diddy's Kong Quest
- 1995 Dragon Quest VI
- 1995 Crhono Trigger
- 1995 Tales of Phantashia
- 1995 Super Mario World 2
- 1995 Terranigma
- 1995 Romancing SaGa 3
- 1995 Seyken Dentsesu 3
- 1996 Pokémon Edicions Blava i Vermella
- 1996 Star Ocean

32/64 bits (1994-2003)
- 1996 Super Mario 64
- 1996 Mario Kart 64
- 1996 Resident Evil
- 1997 Final Fantasy VII
- 1997 Tales of Destiny
- 1997 GoldenEye 007
- 1997 Castlevania Symphony of the Night
- 1998 The Legend of Zelda: Ocarina of Time
- 1998 Resident Evil 2
- 1998 Alundra
- 1999 Final Fantasy VIII
- 2000 The Legend of Zelda: Majoras Mask
- 2000 Dragon Quest VII
- 2001 Final Fantasy IX
- 2001 Metal Gear Solid 2: Sons of Liberty
- 2003 Final Fantasy Origins (Arreglats de FF I i II)

128 bits (1998-2007)
- 2001 Castlevania Circle of the Moon
- 2002 Final Fantasy X
- 2002 Super Smash Bros. Melee
- 2002 Kingdom Hearts
- 2003 Metroid Prime
- 2003 The Legend of Zelda: The Wind Waker
- 2003 Castlevania Aria of Sorrow
- 2004 Tales of Symphonia
- 2004 Metroid Zero Mission
- 2006 Kingdom Hearts II
- 2006 Dragon Quest VIII
- 2006 The Legend of Zelda: Twilight Princess
- 2007 Final Fantasy XII

256 bits (2004-actualitat)
- 2005 Castlevania Dawn of Sorrow